# Rufin z Kapui
Rufin z Kapui, Rufus z Kapui, wł. San Rufo (Rufino) (ur. w Palestynie, zm. 25 sierpnia 423 w Kapui) – biskup Kapui, czczony jako święty Wyznawca i Męczennik.
Urodził się w Palestynie, a do Kapui przybył pod koniec IV stulecia i tam w 410 roku otrzymał sakrę biskupią, którą dzierżył aż do śmierci. Pochowany został w miejscowej bazylice pw. Świętych Apostołów. Opisy jego życia na przestrzeni wieków przeplatano z biografiami Kaproniusza i z innych imienników.
Świadectwa kultu jakim był otoczony sięgają V wieku. Lokalnie wspominany był 21 czerwca, 24, 25, 26 i 27 sierpnia. Pojawił się w Sakramentarzu Gelazjańskim, zaś w Martyrologium Rzymskim widnieje pod 27 sierpnia jako męczennik. Pod wezwaniem Świętego Rufina wybudowano w Kapui dwie świątynie, a szczególnym miejscem kultu stała się Mantua, gdzie w skarbcu katedry Świętego Piotra znajduje się jego relikwia i wspomina się go 19 sierpnia.